# The Smashing Pumpkins
The Smashing Pumpkins – amerykański zespół rockowy założony w Chicago w roku 1988. Jego skład kilkukrotnie ulegał zmianom; przez większość kariery tworzyli go Billy Corgan (wokal, gitara prowadząca), James Iha (gitara rytmiczna, chórki), D’arcy Wretzky (gitara basowa, chórki) oraz Jimmy Chamberlin (perkusja).
Wyrzekając się tkwiących w muzyce punkowej korzeni, charakterystycznych dla wielu innych ówczesnych zespołów grających rock alternatywny, „Dynie” posiadły własne, odmienne brzmienie, wyróżniające się wielowarstwowością instrumentów gitarowych, zawierające również elementy m.in. rocka psychodelicznego, gotyckiego i progresywnego, a także heavy metalu, dream popu, shoegazera, a w późniejszych nagraniach także muzyki elektronicznej. Frontman, Billy Corgan, jest autorem większości piosenek zespołu, zaś jego ambicje muzyczne oraz ponure i często enigmatyczne teksty ukształtowały opinię o dziełach grupy jako „dręczących, bolesnych relacjach z krainy koszmarów Billy’ego Corgana”.
The Smashing Pumpkins osiągnęli ogólnoświatową popularność dzięki swojemu drugiemu albumowi, Siamese Dream. Kolejnych fanów udało się zdobyć poprzez towarzyszącą jego wydaniu trasę koncertową, dzięki czemu następna, podwójna płyta Mellon Collie and the Infinite Sadness zadebiutowała na miejscu pierwszym w notowaniach magazynu Billboard. Do roku 2006 sprzedano, według różnych źródeł, od około 22 do 25 milionów egzemplarzy albumów The Smashing Pumpkins (w tym około 18 milionów w samych Stanach Zjednoczonych), co uczyniło ich jednym z najpopularniejszych, a jednocześnie docenianych przez krytyków zespołów lat dziewięćdziesiątych. Mimo tego problemy z narkotykami, wewnętrzne kłótnie i niska sprzedaż późniejszych albumów doprowadziły do rozpadu zespołu w roku 2000. W kwietniu 2006 roku Billy Corgan ogłosił chęć reaktywowania grupy. Z oryginalnego składu pozostali tylko on i Chamberlin. Na czas trasy koncertowej w roku 2007, promującej nową płytę, Zeitgeist, dołączyli do nich Jeff Schroeder (gitara/śpiew), Ginger Reyes (gitara basowa/śpiew) i Lisa Harriton (keyboard/śpiew). W 2009 roku grupę opuścił Chamberlin, w jego miejsce Corgan zatrudnił Mike’a Byrne’a.

## Historia

### Początki: 1988–1991
W wieku 19 lat Billy Corgan opuścił rodzinne Chicago, przeprowadzając się do St. Petersburga na Florydzie wraz ze swoim zespołem The Marked grającym rock gotycki. Grupa nie odniosła jednak większego sukcesu i szybko się rozpadła. Corgan wrócił do Chicago, gdzie podjął pracę w sklepie muzycznym. Spotkał tam gitarzystę, Jamesa Ihę. Wspólnie zaczęli pisać piosenki, na które silny wpływ miała twórczość The Cure oraz New Order, z konieczności korzystając przy tym z automatu perkusyjnego. Niedługo później Corgan spotkał basistkę D’arcy Wretzky po koncercie Dan Reed Network, gdzie mieli między sobą sprzeczkę o ową kapelę. Gdy Corgan dowiedział się o tym, że Wretzky gra na basie, powiedział jej, że szuka basisty i dał jej swój numer telefonu. Wkrótce dołączyła ona do grupy, a niewiele później przez krótki czas ona i Iha byli parą.
Po raz pierwszy The Smashing Pumpkins dali koncert w polskim barze w Chicago 21 9 lipca 1988. Wystąpili na nim tylko Corgan i Iha, wspierając się automatem perkusyjnym. 10 sierpnia grupa po raz pierwszy wystąpiła jako trio. Po tym występie właściciel hali koncertowej Cabaret Metro zgodził się wynająć zespół pod warunkiem zastąpienia automatu żywym perkusistą. Jazzowy pałkarz Jimmy Chamberlin wszedł w skład zespołu dzięki rekomendacji jednego ze znajomych Corgana, choć z początku zareagował niechętnie na propozycję dołączenia się, ze względu na brak jakiejkolwiek wiedzy na temat alternatywnego rocka. Członkowie zespołu szybko przekonali się, że Chamberlin otwiera zupełnie nowe horyzonty dla ich brzmienia. 5 października zespół po raz pierwszy wystąpił w komplecie w Cabaret Metro. Po krótkim czasie Chamberlin został oficjalnie członkiem zespołu, a ówczesny skład pozostał niezmieniony przez najbliższe siedem lat.
W roku 1989 zespół nagrał kilka taśm demo, które później pojawiły się na bootlegu Early 1989 Demos. W tym samym roku utwór „Dyń” po raz pierwszy pojawił się na wydanej na płycie winylowej kompilacji Light Into Dark, na której znalazły się także piosenki kilku innych alternatywnych zespołów chicagowskich. Pierwsze niezależne wydawnictwo The Smashing Pumpkins, rozpowszechniany w bardzo ograniczonym nakładzie singel „I Am One” wyszedł za pośrednictwem lokalnej wytwórni Limited Potential. Szybko został on wyprzedany, a zespół wydał następny, noszący nazwę „Tristessa”, tym razem poprzez wytwórnię Sub Pop, aby w końcu podpisać kontrakt z Caroline Records. The Smashing Pumpkins nagrali swój pierwszy album, Gish, z producentem Butchem Vigiem w roku 1991, w należącym do Viga studiu w Madison w stanie Wisconsin za 20 tys. dolarów. Aby zachować pożądaną spójność, Corgan nierzadko nagrywał partie wszystkich instrumentów poza perkusją, co wywoływało napięcie wśród pozostałych członków. Muzyka łączyła w sobie elementy heavy metalu, psychodeli i dream popu, co spowodowało porównania do Jane’s Addiction. Gish odniósł pomniejszy sukces, zaś singel „Rhinoceros” pojawiał się sporadycznie w stacjach rockowych. Wyprodukowawszy EP-kę Lull w październiku 1991, zespół oficjalnie podpisał kontrakt z wytwórnią Virgin Records, stowarzyszoną z Caroline Records. Podczas trasy promującej album zespół występował m.in. przed Red Hot Chili Peppers, Jane’s Addiction i Guns N’ Roses. Podczas tej trasy Iha i Wretzky rozstali się, Chamberlin uzależnił się od alkoholu i narkotyków, a Corgan popadł w ciężką depresję, pisząc niektóre z nowych piosenek w parkingowym garażu, w którym wówczas mieszkał.

### Siamese Dreami początki sławy: 1992–1994
Wraz z wtargnięciem alternatywnego rocka do amerykańskiego mainstreamu poprzez popularność grunge’owych zespołów takich jak Nirvana czy Pearl Jam, The Smashing Pumpkins również osiągnęli sukces komercyjny. W tym czasie mimowolnie „Dynie” zostały włączone w ruch grunge’owy. W wywiadzie dla programu 120 Minutes w MTV Corgan powiedział: Awansowaliśmy z bycia nazywanymi „drugim Jane’s Addiction” do „drugiej Nirvany”, a teraz jesteśmy „drugim Pearl Jamem”. Pomimo tego piosenka „Drown” weszła w skład soundtracku do filmu Singles, opowiadającego o scenie grunge’owej w Seattle.
Corgan stwierdził po sukcesie epokowej płyty Nirvany Nevermind, że Czuliśmy presję, że jeśli nie stworzymy tak wielkiej płyty, będziemy skończeni. To się nam zdawało oczywiste. Czuliśmy jakby zależały od tego nasze życia. Depresja Corgana pogłębiła się do stopnia, w którym rozważał samobójstwo. Aby jej przeciwdziałać, Corgan pracował całymi dniami nad następnym albumem grupy, Siamese Dream, praktycznie mieszkając w studio. Album powstał w Triclops Sound Studios w Atlancie, w większości między grudniem 1992 a marcem 1993. Członkowie zespołu mieszkali podczas nagrywania w podmiejskiej Marietcie. Butch Vig ponownie przejął rolę producenta. Decyzja o nagrywaniu tak daleko od rodzinnego miasta częściowo była spowodowana potrzebą unikania znajomych i innych czynników mogących rozpraszać członków zespołu, ale przede wszystkim miała ona na celu uniemożliwienie Chamberlinowi kontaktu z miejscowymi dilerami. Plan jednak zawiódł, gdyż perkusista szybko znalazł nowe źródła dostępu do narkotyków i niejednokrotnie przez kilka dni nikt nie miał z nim kontaktu.
Proces nagrywania napotykał na rozliczne trudności, głównie spowodowane wewnętrznymi tarciami w zespole. Ówczesna prasa muzyczna przedstawiała Corgana podczas sesji nagraniowych jako tyrana. On sam przyznał, że w tych stwierdzeniach było nieco prawdy, ale dziennikarze nie rozumieli do końca panującej sytuacji. Pojawiły się pogłoski, jakoby miał on sam nagrać wszystkie partie gitary i basu. Ostatecznie nigdy nie potwierdzono, jaki wkład w powstanie albumu mieli poszczególni członkowie; Corgan rzeczywiście powiedział, że sam nagrał większość partii gitarowych, ale tylko ze względu na powiązane z tym zmniejszenie liczby prób koniecznych do uzyskania pożądanego brzmienia. Łącznie produkcja albumu trwała ponad cztery miesiące, a jej budżet przekroczył 250 tysięcy dolarów. Mimo wszystkich problemów z nagraniem, Siamese Dream zadebiutował na dziesiątym miejscu w notowaniach magazynu Billboard, a w samych Stanach Zjednoczonych sprzedano ponad 4 miliony egzemplarzy. Teledyski do piosenek „Today” i „Disarm” bardzo często pojawiały się w MTV, co pozwoliło „Dyniom” osiągnąć popularność także poza USA.
Sukces grupy nie ucieszył wszystkich należących do społeczności alternatywnego rocka. Niektórzy niezależni twórcy szydzili z zespołu, nazywając jego członków karierowiczami już od początku działalności. Przykładowo piosenka grającego indie rocka zespołu Pavement z roku 1994 o nazwie „Range Life” mówi o zespole, wymieniając bezpośrednio jego nazwę, a także raczej obraźliwie go opisując. Stephen Malkmus, wokalista Pavement, stwierdził jednak: „Nigdy nie miałem nic do ich muzyki. Nie podobał mi się tylko ich status”. Były frontman zespołu Hüsker Dü, Bob Mould, nazwał ich „grunge’owymi The Monkees”, zaś chicagowski muzyk i producent Steve Albini napisał zjadliwy list w odpowiedzi na pochlebny zespołowi artykuł. Stwierdził, że „Dynie” były równie alternatywne co REO Speedwagon i zostali stworzeni „przez, z i dla mainstreamu”, a także nazwał ich „stylistycznie adekwatnymi do obecnej sceny college’owej, a i przy tym niespecjalnymi”. Inni, w tym Courtney Love, członkini zespołu Hole (która przed ślubem z Kurtem Cobainem chodziła z Corganem) pochlebnie wyrażali się o zespole.
Rok 1994 przyniósł wydanie przez wytwórnię Virgin kompilacji stron B i innych rzadkich piosenek o nazwie Pisces Iscariot. Znalazła się ona wyżej niż Siamese Dream na liście Billboardu, zajmując czwarte miejsce. W tym czasie wyprodukowana została również kaseta VHS Vieuphoria, zawierająca nagrania występów na żywo oraz relacje zza kulis. Po długiej i wyczerpującej trasie promującej wydawnictwa, w skład której weszły występy na Lollapaloozie w roku 1994 oraz festiwalu w Reading rok później, zespół rozpoczął prace nad następnym albumem.

### Mellon Collie and the Infinite Sadness: 1995–1997
Corgan pracował bez przerwy cały rok i, jak stwierdził w wywiadach, napisał ok. 56 piosenek na nowy album. Następnie „Dynie” powróciły do studia, gdzie razem z producentami Floodem oraz Alanem Moulderem rozpoczęto prace nad płytą, którą Corgan nazwał „The Wall dla Generacji X”, porównując ją ze słynnym, podwójnym albumem koncepcyjnym grupy Pink Floyd.
Wynikiem tego był również podwójny album Mellon Collie and the Infinite Sadness, zawierający 28 piosenek i trwający nieco ponad dwie godziny. Równocześnie wydano wersję winylową, zawierającą trzy płyty, dwie dodatkowe piosenki i różniącą się podziałem oraz kolejnością utworów. Materiał albumu miał przeplatać się w sposób symbolizujący cykl życia i śmierci. Określana przez magazyn Time jako ich „do tej pory najambitniejsze i najznakomitsze dzieło”, Mellon Collie zadebiutowała w październiku 1995 roku na pierwszym miejscu w rankingu Billboardu. Ostatecznie album odniósł jeszcze większy sukces niż Siamese Dream, osiągając w USA status dziewięciokrotnej platyny, co w przypadku podwójnej płyty oznacza sprzedaż 4,5 miliona egzemplarzy wydawnictwa. W ten sposób Mellon Collie stała się najlepiej sprzedającą się podwójną płytą dekady, zdobywając dodatkowo siedem nominacji do Nagrody Grammy w roku 1997, w tym za album roku. Ostatecznie jednak zespół wygrał tylko nagrodę za najlepszy utwór hardrockowy (Best Hard Rock Performance); zdobył ją pierwszy singel, „Bullet with Butterfly Wings”. Poza nim album promowały jeszcze cztery piosenki – „1979”, „Zero”, „Tonight, Tonight” oraz „Thirty-Three”. Trzy pierwsze osiągnęły status złotej płyty, a poza „Zero” wszystkie znalazły się na liście 40 najlepiej sprzedających się singli. Wiele z piosenek ostatecznie niewchodzących w skład albumu weszło w skład stron B singli, aby ostatecznie znaleźć się w zestawieThe Aeroplane Flies High. Początkowo, zważywszy na popularność zespołu, wytwórnia Virgin Records planowała ograniczyć nakład zestawu do 200 tysięcy kopii, jednak ze względu na ogromny popyt wkrótce wyprodukowała ich więcej.

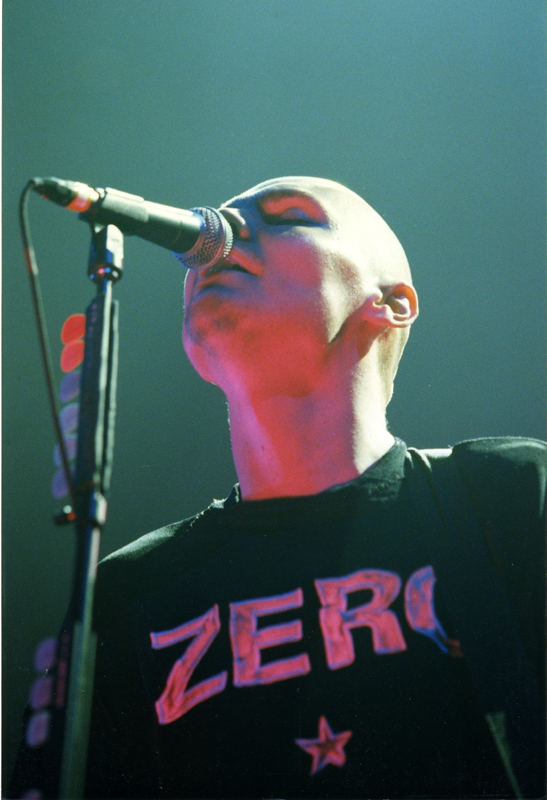
Billy Corgan na scenie podczas trasy promującej Mellon Collie, z ogoloną głową i legendarną koszulką „Zero”

W 1996 roku wyruszyły na długą, ogólnoświatową trasę promującą Mellon Collie. Ówczesny wygląd Corgana – ogolona głowa, czarna koszulka z długimi rękawami i napisem „Zero” oraz srebrne spodnie – dla wielu stał się ikoniczny. W tym samym roku zespół gościnnie wystąpił w odcinku The Simpsons o nazwie „Homerpalooza”. Dzięki częstej obecności teledysków grupy w MTV, zdobyciu kilku z najważniejszych nagród przemysłu muzycznego oraz świetnej sprzedaży koszulek „Zero”, także w centrach handlowych, „Dynie” były w tamtym okresie jednym z najpopularniejszych zespołów. Rok ten ciężko było jednak nazwać jednoznacznie pozytywnym dla zespołu. W maju The Smashing Pumpkins grali w Point Theatre w irlandzkim Dublinie. Sala była mocno przepełniona i mimo wielokrotnych próśb członków o zaprzestanie pogowania, siedemnastoletnia Bernadette O’Brien poniosła śmierć w wyniku zmiażdżenia. Koncert zakończono przed czasem, a występ, jaki zespół miał dać następnego dnia w Belfaście został odwołany z szacunku dla zmarłej fanki. Mimo wypowiedzi Corgana o minięciu czasu pogowania, zespół nadal organizował darmowe koncerty przez resztę trasy.
Inna, tym razem dotycząca bezpośrednio zespołu tragedia miała miejsce 11 czerwca. Towarzyszący w trasie keybordzista Jonathan Melvoin wraz z Chamberlinem przedawkowali heroinę w pokoju hotelowym w Nowym Jorku. Melvoin nie przeżył, a Chamberlina aresztowano za posiadanie narkotyków. Kilka dni później zespół ogłosił wyrzucenie Chamberlina ze składu ze względu na ten incydent. „Dynie” zdecydowały się dokończyć trasę z zastępcami na miejsca perkusisty i klawiszowca. Corgan stwierdził po jakimś czasie, że była to najgorsza decyzja w historii zespołu, na której ucierpiała zarówno ich muzyka, jak i reputacja. W międzyczasie w wywiadach członkowie zaznaczali, że Mellon Collie to ich ostatnie konwencjonalne wydawnictwo oraz że granie czystego rocka zaczynało być nużące. James Iha pod koniec 1996 roku powiedział: „Przyszłość tkwi w muzyce elektronicznej. Naprawdę granie tylko rocka robi się nudne.”

### Adore,Machinai rozpad: 1998–2000
Po wydaniu Mellon Collie „Dynie” stworzyły kilka piosenek wchodzących w skład różnych kompilacji. Wydany na początku 1997 roku do filmu Zagubiona autostrada utwór „Eye” opierał się niemal wyłącznie na instrumentach elektronicznych, sygnalizując tym samym drastyczne zmiany stylistyczne w porównaniu do wcześniejszej twórczości zespołu. Jak stwierdził wówczas Corgan, chodziło o zmianę centrum zainteresowania i odejście od klasycznego rockowego formatu gitary-gitara basowa-perkusja. W tym samym roku zespół nagrał piosenkę „The End is the Beginning is the End”, która znalazła się na ścieżce dźwiękowej do filmu Batman & Robin. Przy perkusji zasiadł Matt Walker, zaś piosenka stylistycznie przypominała „Bullet With Butterfly Wings”, a jednocześnie słychać w niej było inspiracje elektroniczne. Utwór otrzymał Nagrodę Grammy w tej samej kategorii co wcześniej „Bullet..”. Corgan stwierdził, że piosenka reprezentowała styl, którego w przyszłości można będzie się spodziewać od zespołu. Mimo tego ich następna płyta zawierała w sobie także kilka utworów gitarowych.
Wydana w 1998 roku Adore, nagrana po rozwodzie Corgana i śmierci jego matki, niosła ze sobą znaczącą zmianę stylu w porównaniu do wcześniejszego gitarowego rocka, podążając w stronę muzyki elektronicznej. Album, nagrany przy pomocy zastępczych pałkarzy oraz automatów perkusyjnych, niósł ze sobą także znacznie mroczniejsze niż poprzednio brzmienie. Grupa zmieniła także swój image, odrzucając swój uprzedni, alternatywny styl i zamieniając go na bardziej stonowany. Adore otrzymała w większości pochlebne recenzje i nominację do Nagrody Grammy za najlepszy album alternatywny (Best Alternative Music Performance). Mimo tego do końca roku w Stanach Zjednoczonych sprzedano zaledwie 830 tysięcy egzemplarzy albumu, co uznano za ogromny zawód. Za granicami kraju wyniki sprzedaży było dużo lepsze, rozeszło się tam trzy razy więcej sztuk. 30 czerwca 1998 zespół ruszył w trasę promującą Adore, w skład której weszło siedemnaście występów charytatywnych w piętnastu miastach w Ameryce Północnej. Po każdym występie zespół przekazywał całość wpływów ze sprzedaży biletów na rzecz miejscowej organizacji charytatywnej. Łącznie suma datków wyniosła 2,8 miliona dolarów. Co więcej, członkowie grupy zapłacili z własnych kieszeni za wszystkie wydatki związane z trasą.
W roku 1999, zespół zaskoczył fanów ponownie rekrutując będącego po odwyku Jimmy’ego Chamberlina i ruszając z nim w krótką trasę nazwaną „The Arising”, na której prezentował zarówno nowy, jak i klasyczny repertuar. Skład w starej formie nie przetrwał jednak długo; we wrześniu, podczas nagrywania materiału na nowy album Machina/The Machines of God, grupę opuściła Wretzky. Jej miejsce podczas trasy „Sacred and Profane” zajęła była basistka grupy Hole, Melissa Auf der Maur. Wystąpiła ona także w towarzyszących promujących wydawnictwo teledyskach. Machina, wydana w 2000 roku, początkowo promowana była jako powrót „Dyń” do bardziej tradycyjnego rockowego brzmienia w porównaniu do gotyckiego, elektronicznego albumu Adore. Album zadebiutował na trzecim miejscu w notowaniu Billboardu, ale szybko zniknął z listy i obecnie osiągnął jedynie status złotej płyty. Dziennikarz muzyczny, Jim DeRogatis, opisał album jako jeden z najlepszych w karierze zespołu, stwierdzając, że jego niska sprzedaż, zwłaszcza w porównaniu do panującego wówczas teen popu to niepodważalny dowód na to, że alternatywny rock ani trochę nie przyciąga do siebie nowej fali słuchaczy.
23 maja 2000 w wywiadzie na żywo dla KROQ-FM, stacji radiowej z Los Angeles, Billy Corgan ogłosił rozpad zespołu pod koniec roku, poprzedzony nowymi nagraniami oraz trasą koncertową. Ostatnie wydawnictwo grupy nosiło nazwę Machina II/The Friends & Enemies of Modern Music. Zostało wydane we wrześniu w ograniczonym nakładzie na winylu. Powstało zaledwie 25 ręcznie ponumerowanych egzemplarzy, z których większą część otrzymali sami członkowie zespołu oraz ich znajomi. Pozostałe trafiły do najaktywniejszych osób należących do sieciowej społeczności fanów „Dyń”. Dostali oni także pozwolenie na rozpowszechnianie ich w Internecie, a także potrzebne do tego instrukcje. Wydawnictwo składało się z 3 EPek oraz podwójnego albumu. Machinę II wydała stworzona przez Corgana wytwórnia Constantinople Records. Było to spowodowane odmową wytwórni Virgin na darmowe przesłanie wydawnictwa każdemu, kto kupił Machinę, co zaproponowała grupa. W wyniku tego Corgan postanowił wydać je na własną rękę, 22 grudnia 2000. W ten sposób Machina II stała się jedynym wydawnictwem wchodzącym w skład oficjalnej dyskografii zespołu, które nie zostało wydane przez żadną wytwórnię należącą do EMI.
2 grudnia 2000 The Smashing Pumpkins wystąpili na pożegnalnym koncercie w tym samym chicagowskim klubie, w którym dwanaście lat wcześniej rozpoczęli swoją karierę. Podczas czterogodzinnego występu zespół zagrał 35 piosenek stanowiących przekrój przez całą twórczość grupy, zaś widzowie dostali za darmo nagranie pierwszego koncertu, Live at Cabaret Metro 10-5-88. Z koncertem zbiegło się wydanie ostatniego singla, „Untitled”.

### Po rozpadzie: 2001–2004
W roku 2001 wydano zbiór największych hitów zespołu, Rotten Apples. Jego limitowana edycja zawierała dodatkową płytę o nazwie Judas Ø, zawierającą strony B oraz rzadkie piosenki. W tym samym czasie światło dzienne ujrzała kolekcja teledysków zespołu na płycie DVD, zawierająca wszystkie klipy zespołu promujące twórczość od Gish do Machiny, a także niewydany wcześniej materiał. Vieuphoria została wydana na DVD w roku 2002, jednocześnie z wydaniem audio o nazwie Earphoria, wcześniej wysłanym tylko do stacji radiowych.
Billy Corgan i Jimmy Chamberlin w 2001 weszli w skład nowego projektu pierwszego z nich, supergrupy Zwan. Ich jedyny album, Mary Star of the Sea, otrzymał pochlebne recenzje, ale po odwołaniu występów na kilku festiwalach Corgan w 2003 roku ogłosił rozpad zespołu z nieokreślonych przyczyn. W roku 2001 Corgan wziął udział w trasie koncertowej zespołu New Order, użyczając także wokali na ich pierwszej po reaktywacji płycie, Get Ready. Październik 2004 przyniósł wydanie pierwszej książki Corgana, zbioru poetyckiego Blinking with Fists. W czerwcu 2005 nagrał on solowy album TheFutureEmbrace. Wydawnictwo spotkało się z mieszaną reakcją krytyków, a wyniki jego sprzedaży były bardzo niskie. Album promował tylko jeden singel, „Walking Shade”.
Perkusista Jimmy Chamberlin, również wchodzący w skład Zwan, założył także własny zespół łączący rock alternatywny z jazz fusion o nazwie The Jimmy Chamberlin Complex. Jedyny album grupy, Life Begins Again, został wydany w roku 2005. Corgan wystąpił gościnnie w utworze „Lokicat”. James Iha został gitarzystą zespołu A Perfect Circle, biorąc udział w trasie promującej album Thirteenth Step, a następnie nagrywając z grupą płytę eMOTIVe. Udzielał się także w Team Sleep oraz Vanessa and the O’s. Następnie zajmował się prowadzeniem wytwórni Scratchie Records. D’arcy Wretzky nie udzielała wywiadów ani nie zabierała publicznie głosu od opuszczenia zespołu w roku 1999. 25 stycznia 2000 została aresztowana za posiadanie kokainy, ale uniknęła kary biorąc udział w programie prewencyjnym przeznaczonym dla osób po raz pierwszy przyłapanych na posiadaniu narkotyków.
Podczas tego okresu Corgan był przeciwny odrodzeniu zespołu, choć po rozpadzie Zwan stwierdził: „Sądzę, że moje serce wciąż biło dla Smashing Pumpkins [...]. Wydaje mi się, że naiwnością z mojej strony było łudzenie się, że mogę znaleźć coś, co będzie dla mnie znaczyć równie wiele”. 17 lutego 2004 Corgan umieścił na swoim blogu wiadomość, w której nazwał Wretzky „nikczemną narkomanką”, winiąc Ihę za rozpad zespołu. 3 czerwca dodał także, że „ogrom bólu [sprawionego przez Ihę] może się równać tylko ogromowi mojej wdzięczności”. Iha odpowiedział na stwierdzenia Corgana, mówiąc: „Nie, to nie przeze mnie zespół się rozpadł. Jedyną osobą, która mogła to spowodować, jest Billy.”

### Reaktywacja: 2005–2008

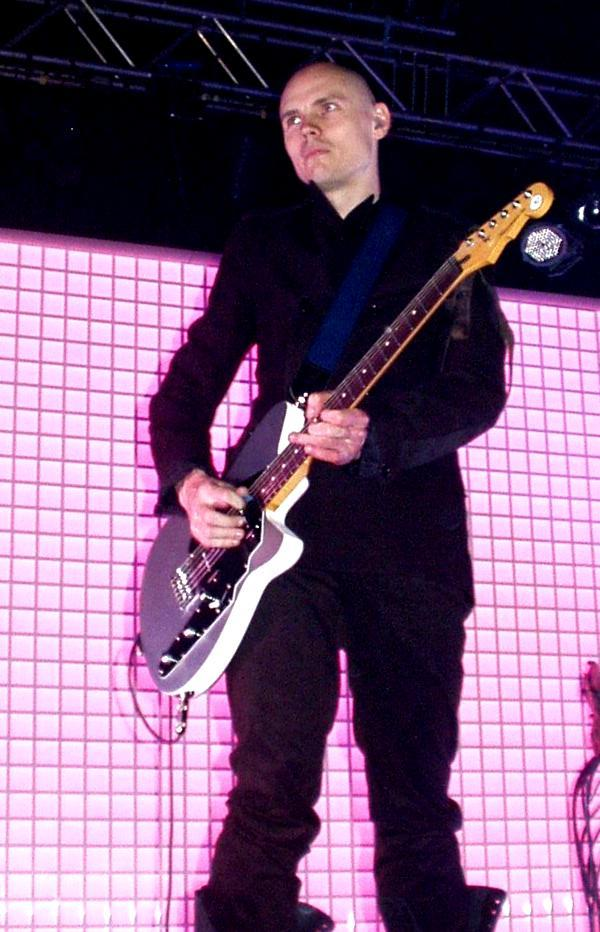
Billy Corgan podczas występu w Kolonii 11 czerwca 2005, dziesięć dni przed ogłoszeniem chęci reaktywacji zespołu

21 czerwca 2005, w dniu wydania swojego solowego albumu TheFutureEmbrace, Corgan zamieścił całostronne ogłoszenie w Chicago Tribune, w którym ogłosił swoje plany odrodzenia grupy. Jak napisał: „Już od roku trzymałem to w tajemnicy, tajemnicy, której chciałem dochować. Ale teraz chcę, abyście byli pośród pierwszych osób, które dowiedzą się o moich zamiarach na odnowienie i wskrzeszenie The Smashing Pumpkins. Chcę odzyskać swój zespół, a razem z nim moje piosenki, a razem z nimi moje marzenia”. We wrześniu Jimmy Chamberlin, wówczas znajdujący się w Europie ze swoim zespołem, potwierdził reaktywację grupy, a także powiadomił o planowanej trasie w przyszłym roku, a następnie możliwym nagraniu płyty. Luty 2006 przyniósł wiadomość o podpisaniu przez Corgana i Chamberlina kontraktu z Front Line Management, zaś Melissa Auf der Maur potwierdziła pracę duetu nad nowym materiałem.
20 kwietnia 2006 na oficjalnej stronie „Dyń”, www.smashingpumpkins.com, potwierdzono reaktywację grupy: „To już oficjalna wiadomość. The Smashing Pumpkins obecnie tworzą piosenki na ich nadchodzący album, pierwszy od 2000 roku”. Później ta sama strona podała informację, że producentem nowej płyty będzie Roy Thomas Baker, który piastował tę funkcję przy nagrywaniu wielu albumów grupy Queen, w tym A Night at the Opera. Chamberlin podał jednak 20 października na swoim blogu w serwisie MySpace, że zespół zakończył współpracę z Bakerem, zaś jego miejsce zajął Terry Date, który wcześniej pracował m.in. z grupami Deftones, Pantera i Soundgarden.
Corgan i Chamberlin potwierdzili swoją obecność w zreaktywowanym zespole, ale wciąż niejasna była obecność reszty byłych członków grupy. W kwietniu 2007 Iha i Auf der Maur niezależnie od siebie zaprzeczyli swojemu udziałowi w projekcie. Pierwszy występ The Smashing Pumpkins od 2000 roku miał miejsce 22 maja 2007 w Paryżu. Ujawniono tam tożsamość nowych członków grupy – okazali się nimi być gitarzysta Jeff Schroeder i basistka Ginger Reyes. W tym samym miesiącu ukazał się pierwszy singel z nowej płyty, Tarantula. 7 lipca zespół wziął udział w koncercie Live Earth w New Jersey. Trzy dni później w sprzedaży znalazł się nowy album zespołu, Zeitgeist, wydany przez Reprise Records, debiutując na drugim miejscu w zestawieniu magazynu Billboard.
W styczniu 2008 roku zespół wydał EPkę American Gothic, w skład której weszły cztery utwory. W Stanach Zjednoczonych miała ona premierę w sklepie internetowym iTunes, podczas gdy w innych krajach można było ją nabyć na płycie CD. Jeszcze przed premierą Chamberlin ujawnił, że członkowie grupy po zakończeniu trasy koncertowej wracają do studia, aby nagrać nowy album. W październiku 2008 grupa wydała singel noszący tytuł „G.L.O.W”. Utwór został wydany poprzez serwis iTunes razem z „Superchrist”. Na początku roku 2009 grupa udostępniła fanom do darmowego pobrania kolejny nowy singiel noszący tytuł „FOL” (w skrócie „Feel Our Love”).

### Odejście Chamberlina i Teargarden by Kaleidyscope: 2009–teraz
20 marca 2009 roku na oficjalnej stronie zespołu pojawiła się informacja dotycząca odejścia perkusisty, Jimmy’ego Chamberlina. Perkusista wyjaśnił, iż odejście z zespołu „jest dla mnie pozytywnym ruchem naprzód. Nie mogę dłużej skupiać swej całej energii na coś czego w pełni nie posiadam. Nie będę udawał, że tkwię w czymś, w czym nie jestem”. Chamberlin zaznaczył, że odejście odbyło się w pokojowym nastroju „Jestem zadowolony, że Corgan zdecydował się dalej tworzyć pod tą samą nazwą. To jego prawo”. Corgan w późniejszym wywiadzie dla Rolling Stone przyznał, że zwolnił perkusistę. 19 czerwca Corgan ogłosił, że jego miejsce zajmie 19-letni Mike Byrne.
Następnym albumem „Dyń” było Teargarden by Kaleidyscope. Pierwszy kawałek „A Song for a Son” został wydany w grudniu 2009 roku. W marcu 2010 roku Ginger Pooley oficjalnie odeszła z zespołu. Jako powód podała chęć zajęcia się swoją rodziną i nowo narodzonym dzieckiem. Pomimo iż Lisa Harritton (keyboardzistka) oficjalnie nie opuściła zespołu, Corgan ogłosił przesłuchanie zarówno na basistkę jak i keyboardzistkę. W maju na oficjalnej stronie zespołu pojawiła się informacja, że nową basistką zespołu została Nicole Fiorentino.

## Styl i inspiracje
Na kierunek, w jakim zmierzała muzyka grupy, dominujący wpływ miał Corgan – gitarzysta, główny wokalista i autor większości piosenek. Jak napisał dziennikarz Greg Kot: „Muzyka The Smashing Pumpkins nie byłaby taka, jaka jest, bez jego ambicji i wizji, a także słynnych już mocno nadłamanych relacji z jego rodziną, znajomymi i pozostałymi członkami grupy”. Melissa Auf der Maur powiedziała na wieść o odrodzeniu zespołu, że „Wszyscy wiedzą o tym, że Billy nie potrzebuje wielu ludzi do nagrania płyty „Dyń”, starczy mu Jimmy [Chamberlin] – a jego ma na pokładzie”. Wiele nierzadko bardzo emocjonalnych tekstów Corgana zdaje się mieć na celu katharsis autora, na co wskazują liczne osobiste odwołania, jak i oskarżenia skierowanie do niego samego i bliskich. Nie wszystkim krytykom przypadło to do gustu; wielu oskarżało Corgana o zbytnią ezoteryczność i wyrzucanie pustego gniewu. Słynny stał się tekst Jima DeRogatisa dla Chicago Sun-Times, w którym stwierdził, że teksty Corgana zbyt często brzmią jak „niedojrzała poezja”, choć uznał za postęp te zawarte na Adore i Machinie.
The Smashing Pumpkins zawdzięczali swoje charakterystyczne brzmienie w epoce przed Adore nakładaniu wielu ścieżek gitarowych na siebie podczas nagrywania piosenek. Flood, współproducent Mellon Collie and the Infinite Sadness nazwał tę metodę „overdubbingową armią gitar Pumpkinsów”. Już na Gish niektóre fragmenty piosenek zostały nagrane w ten sposób, ale dopiero przy produkcji Siamese Dream Corgan zaczął na poważnie odkrywać możliwości dawane przez overdubbing; jak przyznał, sam utwór „Soma” zawiera 40 nagranych na sobie ścieżek gitarowych. Lider zespołu zdawał sobie sprawę z tego, że zagranie dużej części piosenek na żywo przy zachowaniu ich studyjnej jakości będzie bardzo trudne czy wręcz niemożliwe (co doprowadziło do drastycznych zmian w wersjach koncertowych wielu utworów), ale uzasadnił to pytaniem: „Kiedy musisz zmierzyć się ze stworzeniem trwałej, reprezentatywnej wersji piosenki, czemu nie obdarzysz jej swoją największą możliwą wizją?”. Użycie tego typu brzmienia wzięło się z miłości Corgana do zespołów z lat 70. grających rock stadionowy: Queen, Boston oraz Electric Light Orchestra, a także shoegazera, nurtu powstałego w brytyjskim rocku alternatywnych w latach 80. i wczesnych 90., polegającym na nagromadzeniu warstw dźwięków gitary dla uzyskania charakterystycznego efektu. Z tego także powodu początkowo zatrudnił w roli producenta Mellon Collie Alana Mouldera, wcześniej wielokrotnie współpracującego z zespołami shoegazerowymi, m.in. My Bloody Valentine, Ride, czy Slowdive.
Jak wiele ówczesnych zespołów alt-rockowych, The Smashing Pumpkins często stosowali nagłe zmiany w dynamice i głośności piosenki. Corgan przyznał się w tym aspekcie do inspiracji Zen Arcade, albumem grupy Hüsker Dü. Frontman powiedział również, że spodobała mu się idea tworzenia swoimi piosenkami alternatywnego wszechświata, gdzie dźwięk mówi słuchaczowi „witamy w Pumpkinlandzie, tak to brzmi na Planecie Pumpkin”. Nacisk na tego typu atmosferę uległ zmianie wraz z wydaniem Adore, promowanej jako „mroczna, nocna muzyka”, a następnie Machiny i Machiny II, albumów koncepcyjnych, opowiadających o fikcyjnym zespole rockowym.
„Dynie” czerpały również inspiracje z wielu innych gatunków, niekoniecznie docenianych przez ówczesnych krytyków. Corgan szczególnie otwarcie wyrażał uznanie dla muzyki heavymetalowej, nazywając Dimebaga Darrella z Pantery swoim ulubionym ówczesnym gitarzystą. Na stwierdzenie jednego z przeprowadzającego wywiad z Corganem i Ihą, że „Smashing Pumpkins to jedna z tych grup, które przyznały się do inspiracji heavy metalem” oraz że „byli wśród pierwszych alt-rockowców mówiących o Ozzym Osbourne’ie czy Black Sabbath inaczej niż pogardliwie”. W odpowiedzi lider „Dyń” zaczął wyrażać swój zachwyt albumami Master of Reality Black Sabbath i Unleashed in the East Judas Priest. Piosenka „Zero”, która, jak powiedział Iha, kojarzy mu się z drugim z powyższych zespołów, to przykład brzmienia, jakie członkowie grupy sami nazwali „cybermetalem”. Postpunkowe i grające rock gotycki zespoły, m.in. Joy Division/New Order, Bauhaus, The Cure, czy Depeche Mode również miały spory wpływ na muzykę The Smashing Pumpkins, a covery ich utworów często były wykonywane przez grupę, także jako nagrania studyjne. We wczesnych nagraniach widoczne są także częste odwołania do rocka psychodelicznego. Według Corgana „To było dla „Dyń” zwyczajowe, nikt wtedy tak naprawdę nie lubił głośnych gitar czy muzyki psychodelicznej, więc, rzecz jasna, to było dokładnie to, co musieliśmy robić”. Frontman przyznał także, że słynny „dyniowy akord” („Pumpkin chord”; G# na jedenastym progu gitary naprzemiennie z pustą struną e6), użyty jako podstawowy m.in. w „Cherub Rock” i „Drown”, tak naprawdę po raz pierwszy został wykorzystany przez Jimiego Hendriksa. Jako wczesne inspiracje, Corgan wymieniał także m.in. Cream, The Stooges i Blue Cheer.
Z kolei sama grupa jest nazywana źródłem inspiracji przez relatywnie niewiele zespołów. W roku 2001 dziennikarz Greg Kot napisał, że: „Podczas gdy Nirvana doprowadziła do powstania niezliczonych mini-Nirvan, twórczość „Dyń” pozostała swego rodzaju bezludną wyspą”. Mimo tego wpływ The Smashing Pumpkins na swoją twórczość zaznacza m.in. Nelly Furtado i członkowie My Chemical Romance; ich wokalista Gerard Way, przyznał, że w rozwoju swojej kariery wzorują się na „Dyniach”, co dotyczy także teledysków. Członkowie grupy Kill Hannah z rodzinnego Chicago znają Corgana osobiście, a ich wokalista Mat Devine zaznacza podobieństwo obu zespołów do siebie pod względem różnorodności repertuaru.

## Teledyski
The Smashing Pumpkins chwalono za „jedne z najbardziej uderzających i zapadających w pamięć teledysków lat 90.” i posiadanie „klipów doskonałych z całkowicie artystycznego punktu widzenia zamiast zwyczajnych reklamówek mających na celu sprzedaż albumu”. Testimony: 20 Years of Rock on MTV, wyemitowany w 2001 roku specjalny program z okazji rocznicy powstania MTV, zaliczył „Dynie”, razem z Nine Inch Nails, do grona zespołów traktujących teledyski jak sztukę w latach 90. Corgan powiedział: „Zasadniczo sprzeciwialiśmy się pomysłom tworzenia tego, co ja nazywam klasycznym teledyskiem dla MTV, czyli mnóstwo skaczących ludzi i tak dalej”. Zespół pracował z uznanymi w branży reżyserami, m.in. Kevinem Kerslake’em („Cherub Rock”), Samuelem Bayerem („Bullet with Butterfly Wings”) i, najczęściej, duetem składającym się z Jonathana Daytona i Valerie Faris („Rocket”, „1979”, „Tonight, Tonight”, „The End is the Beginning is the End”, „Perfect”). Corgan, często mający znaczący wpływ na koncept teledysków, powiedział o tych ostatnich: „Moje [początkowe] wersje są zawsze mroczniejsze, a oni w końcu wmawiają mi zrobienie czegoś grzeczniejszego i delikatniejszego”. Klipy do „Today”, „Rocket” i „1979” przedstawiały obraz życia amerykańskiej klasy średniej, nieco wyolbrzymiając ukazane w nich problemy. Teledyski unikały przy tym dosłownej interpretacji tekstu piosenki, co sprawiło, że klip do „Thirty-Three”, zawierający obrazy blisko związane z tekstem, został odebrany jako celowe odejście od dawnego stylu.
W latach 90. zespół był nominowany do kilku nagród MTV Video Music Awards; w roku 1996 klipy do piosenek „Tonight, Tonight” i „1979” zdobyły ich łącznie siedem, w tym najważniejszą z nich, za najlepszy teledysk, która przypadła pierwszemu z nich. Rok później został on nominowany do Nagrody Grammy w tej samej kategorii. Fani reagowali równie entuzjastycznie, co Corgan, który, mówiąc o teledysku do „Tonight, Tonight”, skwitował stwierdzeniem: „Chyba nigdy nie wywołaliśmy u ludzi [takiej reakcji]... Zdaje się, że to ich po prostu ruszyło”.

## Dyskografia

### Wydawnictwa studyjne
| Data wydania         | Nazwa                                                       | Wytwórnia                                |
| -------------------- | ----------------------------------------------------------- | ---------------------------------------- |
| 28 maja 1991         | Gish                                                        | Caroline Records                         |
| 27 lipca 1993        | Siamese Dream                                               | Virgin Records                           |
| 24 października 1995 | Mellon Collie and the Infinite Sadness                      | Virgin Records                           |
| 2 czerwca 1998       | Adore                                                       | Virgin Records                           |
| 29 lutego 2000       | Machina/The Machines of God                                 | Virgin Records                           |
| 5 września 2000      | Machina II/The Friends & Enemies of Modern Music            | Constantinople Records                   |
| 10 lipca 2007        | Zeitgeist                                                   | Reprise Records                          |
| 7 grudnia 2009       | Teargarden by Kaleidyscope                                  | Martha’s Music/Rocket Science            |
| 19 czerwca 2012      | Oceania                                                     | EMI/Caroline Distribution/Martha’s Music |
| 5 grudnia 2014       | Monuments to an Elegy                                       | Martha’s Music/BMG                       |
| 16 listopada 2018    | Shiny And Oh So Bright, Vol. 1: No Past. No Future. No Sun. | Napalm Records                           |
| 27 listopada 2020    | Cyr                                                         | Sumerian Records                         |
| 21 kwietnia 2023     | Atum                                                        | Marthas                                  |
| 2 sierpnia 2024      | Aghori Mhori Mei                                            | Marthas                                  |

### Chronologia publikacji wydawnictw
- Nothing Ever Changes (1988) – demo
- The Smashing Pumpkins (28 marca 1989) – demo
- Moon (1989) – demo
- Eye Demo (1989) – demo
- I Am One (maj 1990) – singel promocyjny – 3 szt.
- Gish (maj 1991) – CD/LP
- Tristessa (grudzień 1990) – singel
- Siva (sierpień 1991) – singel
- I Am One (sierpień 1992) – singel
- Lull (5 listopada 1991) – EP
- Daughter (luty 1992) – dodatek do magazynu Reflex
- Peel Sessions (czerwiec 1992) – sesja live audycji radiowej (3 utwory)
- Siamese Dream (26 lipca 1993 UK, 27 lipca 1993 US) – CD/LP
  - Cherub Rock (13 lipca 1993) – singel
  - Today (30 września 1993) – singel
  - Disarm (22 marca 1994) – singel
  - Rocket (1994) – singel
- Pisces Iscariot – kompilacja stron B
- Siamese Singles (1994) – zestaw singli z Siamese Dream
- Mellon Collie and the Infinite Sadness (23 października 1995) – 3xLP/2xCD
  - Bullet With Butterfly Wings (23 października 1995) – singel
  - 1979 (22 stycznia 1996) – singel
  - 1979 mixes (12 marca 1996) – miksy utworu 1979
  - Tonight, Tonight (15 kwietnia 1996) – singel
  - Zero (23 kwietnia 1996) – singel
  - Thirty-Three (11 listopada 1996) – singel
- The Aeroplane Flies High (26 listopada 1996) – zestaw singli z Melon Collie and the Infinite Sadness
- The End Is the Beginning Is the End (2 czerwca 1997) – singel ze ścieżki dźwiękowej filmu „Batman i Robin”
- The End Is the Beginning Is the End (The Remixes) (11 sierpnia 1997) – remiksy utworu
- Adore (1 czerwca 1998) – CD
  - Ava Adore (18 maja 1998) – singel
  - Perfect (7 września 1998) – singel
- Machina/The Machines of God (29 lutego 2000) – CD
  - Stand Inside Your Love (21 lutego 2000) – singel
  - Try, Try, Try (11 września 2000) – singel
- Machina II/The Friends & Enemies of Modern Music (5 września 2000) – 3xEP+2xLP/2xCD – album dostępny tylko w darmowej dystrybucji
- Rotten Apples (19 listopada 2000 EU, 20 listopada 2000 US) – kompilacja największych przebojów
  - Untitled (2000) – singel promujący Rotten Apples
- Judas O (19 listopada 2000 EU, 20 listopada 2000 US) – kompilacja stron B
- Live at Cabaret Metro 10-5-88 (2 grudnia 2000) – Live
- Earphoria (26 listopada 2002) – wersja audio Vieuphorii
- Zeitgeist (10 lipca 2007) – CD
  - Tarantula (21 maja 2007 – iTunes, 2 lipca) – singel
  - That’s the Way (My Love Is) (10 września 2007) – singel
- American Gothic (EP) (1 stycznia 2008 – iTunes, 11 lutego) – EP
- G.L.O.W. (4 listopada 2008 – iTunes) – singel
- Teargarden by Kaleidyscope (od 7 grudnia 2009 – do dziś) studyjna płyta wydawana w sieci utwór po utworze (44 piosenek)
  - Freak (20 czerwca 2010) – singel
  - Owata (4 maja 2011) – singel
  - Oceania (19 czerwca 2012) – CD, „album w albumie”, płyta jest jednocześnie osobnym wydawnictwem, jak i częścią 44 utworowego wydawnictwa Teargarden by Kaleidyscope
    - The Celestials (19 czerwca 2012) – singiel
    - Panopticon (15 września 2012) – singiel

  - Monuments to an Elegy (5 grudnia 2014) – CD, „album w albumie”...
    - Being Beige (20 października 2014) – singiel
    - One and All (We Are) (5 listopada 2014) – singiel
    - Drum + Fife (20 listopada 2014) – singiel

  - Day for Night (2016?[85]) – CD, „album w albumie”...
- Oceania: Live in NYC (24 września 2013) – Live
- Solara (8 czerwca 2018) – singiel